# Rosafuß-Sturmtaucher
Der Rosafuß-Sturmtaucher (Ardenna creatopus, Syn.: Puffinus creatopus), manchmal auch Gelbfuß-Sturmtaucher genannt, ist ein pelagischer Seevogel aus der Ordnung der Röhrennasen. Die Art ist im Pazifik-Raum verbreitet.

## Merkmale
Der Rosafuß-Sturmtaucher hat eine Kopf-Rumpf-Länge von etwa 48 cm und wiegt dabei etwa 900 g.
Der Schnabel ist hellrosa gefärbt mit einer schwarzen Schnabelspitze, die Füße und Beine weisen ebenfalls eine rosa Färbung auf. Die gesamte Körper- und Flügeloberseite ist gräulich-braun, während die Körperunterseite eine weiße Färbung zeigt. Die Unterseite der Flügel ist, mit Ausnahme der dunklen Ränder, hauptsächlich weiß, zeigt aber variierende, gräulich-braune Zeichnungen.

## Verbreitung
Rosafuß-Sturmtaucher brüten ausschließlich auf den drei chilenischen Inseln Santa Clara, Robinson Crusoe und Isla Mocha, die vor der Westküste Südamerikas liegen. Außerhalb der Brutsaison legen die Vögel erhebliche Strecken zurück und überfliegen große Teile des Pazifikraumes. Beobachtet wird die Art vor allem an der amerikanischen Küste. Hier erstreckt sich ihr Verbreitungsgebiet vom Süden Alaskas bis nach Chile. Sie wurde aber vereinzelt auch schon vor Neuseeland und Australien gesichtet. Ein Nachweis ist sogar von der argentinischen Atlantikküste bekannt.

## Lebensweise

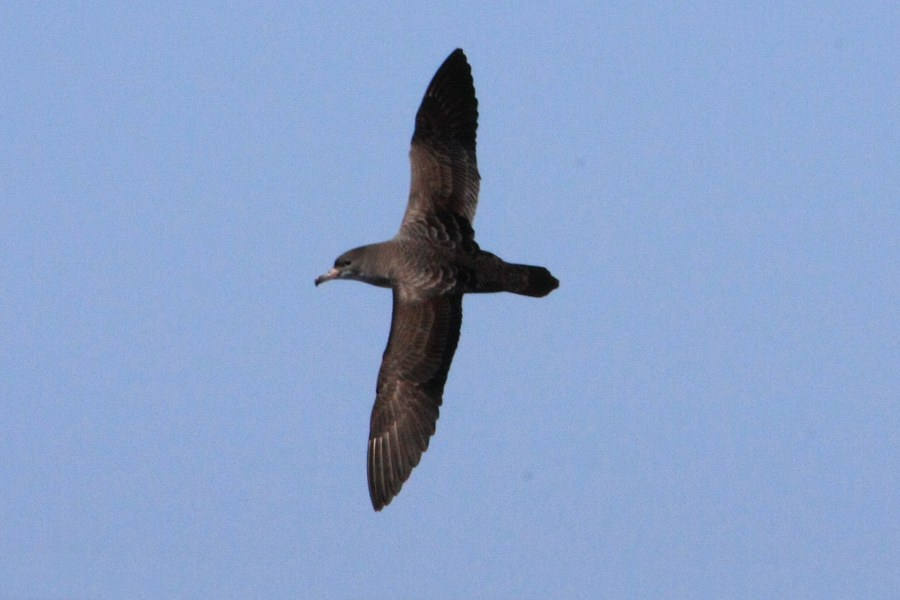
Rosafuß-Sturmtaucher im Flug

Der Rosafuß-Sturmtaucher ernährt sich vor allem von kleinen Fischen, wie Sardinen, und Tintenfischen. Seltener werden auch Krebstiere verzehrt. Die Nahrungssuche findet in Hochseegewässern und am Kontinentalschelf, seltener an der Küste statt.
Die Beutetiere werden durch Stoßtauchen dicht unter der Wasseroberfläche gefangen.
Zum Beginn der Brutsaison zwischen Oktober und November sammeln sich die Vögel an ihren Brutplätzen (ausschließlich die drei chilenischen Inseln Isla Mocha, Robinson Crusoe und Santa Clara), wo sie mehrere tausend Vögel umfassende Brutkolonien bilden.
Die einzelnen Paare brüten am Boden.
Als Nistplätze dienen Erdspalten, Baue oder die Vögel nisten zwischen freiliegendem Wurzelwerk.
Die Eiablage findet im Dezember statt, die Jungvögel werden im April bis in den frühen Mai hinein flügge.

## Bestand
Die IUCN listet den Bestand des Rosafuß-Sturmtauchers als „Vulnerable“, die Gesamtpopulation wird also als gefährdet angesehen. Man geht momentan von etwa 20.000 aktiven Brutpaaren aus, von denen mehr als die Hälfte auf Isla Mocha brüten. Der Weltbestand des Rosafuß-Sturmtauchers wird auf maximal 100.000 Individuen geschätzt.
Da die Art nur auf drei Inseln brütet, ist die Gesamtpopulation für dort eventuell stattfindende, gefährdende Umweltveränderungen entsprechend anfällig.